# Spjutstorp
Spjutstorp is een plaats in de gemeente Tomelilla in het Zweedse landschap Skåne en de provincie Skåne län. De plaats heeft 189 inwoners (2005) en een oppervlakte van 31 hectare. De plaats wordt geheel omringd door akkers.
Het dorp is bekend vanwege zijn in 1938 gebouwde buitenzwembad, dit zwembad is het oudste buitenzwembad van Zweden. In Spjutstorp staat de kerk Spjutstorps kyrka, het huidige kerkgebouw werd ingewijd in 1869.

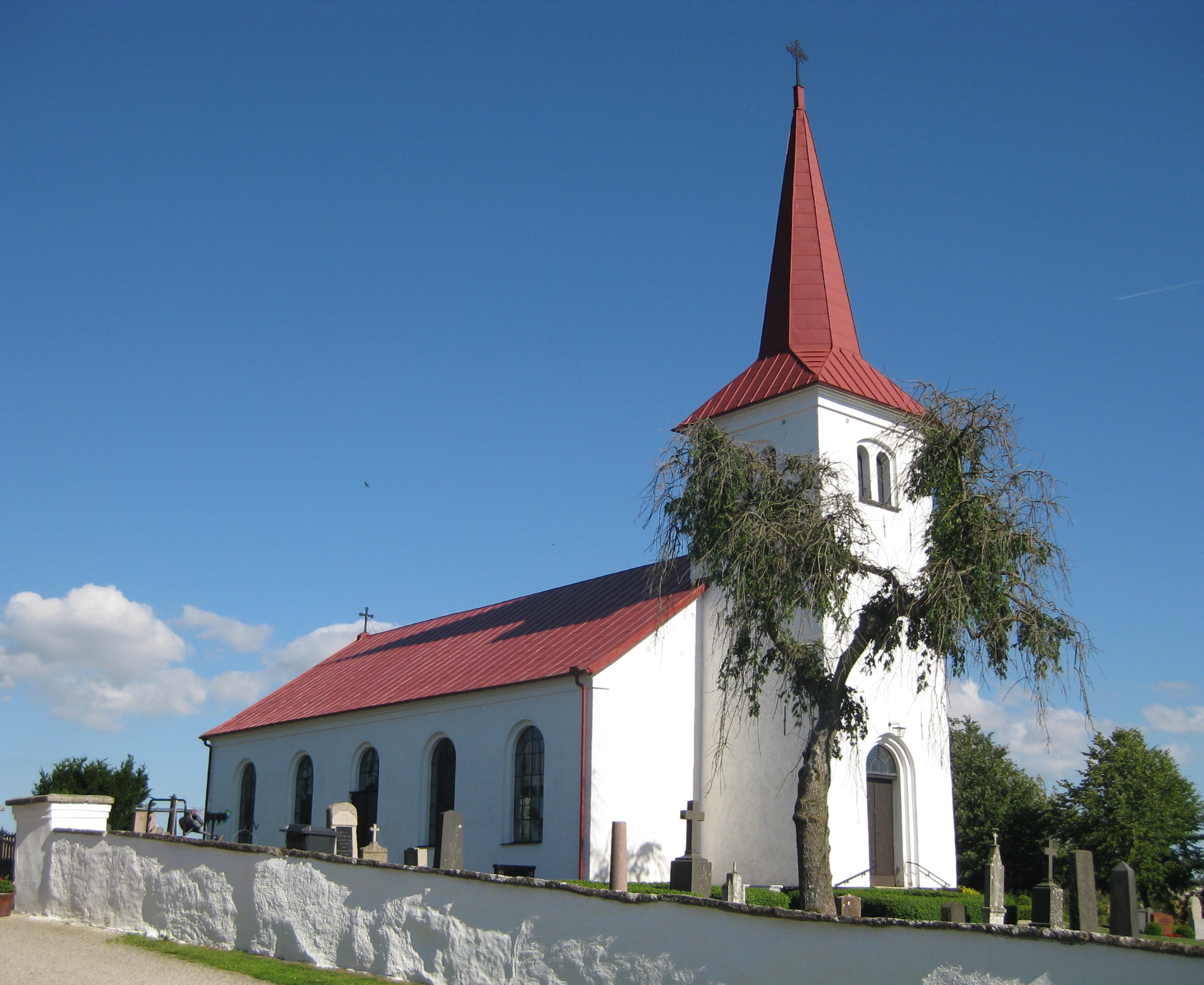
Kerkje

Tomelilla · Brösarp · Onslunda · Smedstorp · Lunnarp · Spjutstorp · Eljaröd · Ramsåsa · Benestad · Andrarum